# Ekebyhovskyrkan
Ekebyhovskyrkan är en kyrkobyggnad som tillhör Ekerö församling i Stockholms stift. Kyrkan är en del av ett kyrkcentrum som inrymmer församlingsexpeditionen för alla församlingar i Ekerö pastorat. Barn- och ungdomsverksamhet bedrivs här med bland annat en förskola på heltid.

## Tillkomst
Under senare delen av 1900-talet flerfaldigades invånarantalet inom Ekerö församling. Önskan fanns om en mer centralt placerad gudstjänstlokal eftersom Ekerö kyrka inte låg "mitt i byn". Vid en visitation i pastoratet 1963 efterlyste biskop Helge Ljungberg en "kyrktomt vid nybebyggelsens centrum". 1966 erbjöd familjen Ihre på Ekebyhovs slott en tomt på slottets ägor som församlingen tacksamt tog emot. Av olika skäl dröjde det innan ett kyrkcentrum kunde byggas och man fick tills vidare nöja sig med en provisorisk lokal. 1974 fick arkitekt Nils Tesch i uppdrag att utföra ritningar till ett kyrkligt centrum. Men arkitekten hann insjukna och avlida innan några ritningar blev färdiga. Istället ombads fem olika arkitekter att komma in med byggnadsförslag, men samtliga förslag bedömdes vara för dyra. För att komma ned till rimliga kostnader anlitades sektionsbyggarna Oresjö i Anneberg som kunde leverera monteringsfärdiga byggnadsdelar. 29 februari 1980 erhölls byggnadstillstånd och fjärde söndagen i advent 21 december samma år invigdes kyrkan av biskop Lars Carlzon.

## Kyrkobyggnaden
Själva kyrkan är ritad av arkitekt Rolf Bergh, medan tillhörande församlingslokaler är tillverkade av sektionsbyggarna Oresjö. Anläggningens byggnader omsluter en öppen gård. Inne i byggnaden finns ett "torg" som kallas "kyrkbacken". Kyrkan har en kvadratisk planform och täcks av ett brant tak med spetsiga gavlar. Vid gavlarna finns höga fönster som släpper in mycket ljus. Kyrktakets taknock är orienterad i nord-sydlig riktning. Våren 1991 lät kyrkorådet montera upp en kyrktupp i svart plåt vid takets norra ände. På norra gaveln lät man sätta upp ett "Ingeborgskors" av mässing.

## Inredning
- Inredningen är mobil med flyttbar predikstol (ambo) och flyttbara stolar istället för fast bänkinredning.
- Dopfunten, som färdigställdes 1981, består av ett trästativ som bär upp en cuppa av koppar.
- På väggen bakom det fristående altaret hänger vävnader av Kaisa Melanton. I mitten finns en stor vävnad som kallas kalken och som är omgiven av två smala vävnader.
- Altarkorset är tillverkat i grovt tillyxat trä och har en öppning i mitten. I öppningen står en Kristusfigur av silver som är formgiven av silversmeden Barbro Littmarck.
- Altarljusstakar och kyrksilver är formgivna av Barbro Littmarck.
- En mässhake i vitt ylle är levererad av Libraria. Mässhaken överlämnades 1988 till församlingen när kyrkoherde Harald Ohly gick i pension.

### Orgel
- Den nuvarande mekaniska orgeln är byggd 1982 av A Mårtenssons Orgelfabrik AB, Lund och är mekanisk.[1] Orgelhuset är av lackerad furu.[källa behövs]

| Huvudverk I C-g3    | Svällverk II C-g3 | Pedal C-f1 | Koppel  |
| Rörflöjt 8´         | Gedackt 8´        | Subbas 16´ | I/P     |
| Principal 4´        | Fugara 8´         |            | II/P    |
| Täckflöjt 4´        | Koppelflöjt 4'´   |            | II/I    |
| Blockflöjt 2´       | Principal 2'      |            | II 4'/P |
| Sesquialtera 2 chor | Piccolo 1'        |            |         |
|                     | Dulcian 8'        |            |         |
|                     | Tremulant         |            |         |
|                     | Crescendosvällare |            |         |

## Klockstapeln
Vid entrén står en klockstapel av trä med en kopparklädd huv. I stapeln hänger en kyrkklocka från 1684 som ursprungligen har hängt i Venngarns slottskapell. Klockan är liksom kyrkans tomt skänkt av familjen Ihre. Inne i byggnaden på "kyrkbacken" är en mindre klocka upphängd.

### Webbkällor
- Ekerö kyrkliga samfällighet